# 공화파
공화파(스페인어: Bando Republicano) 또는 충성파(스페인어: Bando Leal) 혹은 정부파(스페인어: Bando Gubernamental)은 스페인 내전 당시 쿠데타를 일으켰던 우익 국민파 세력과 대립한 스페인 공화국의 주요 파벌이었다. 국민파와 같은 반대파들은 공화파 내 존재했던 좌익 공산주의자들과 아나키스트들이 포함되었음을 이유로 빨갱이들 (Rojos)이라며 공화파를 지칭하고는 했다. 스페인 내전이 갓 발발했을 때에는 공화파가 국민파에 비해 10:1의 비율로 우위를 차지하고 있었으나, 1937년에 접어들자 4:1로 약화되며 분전을 겪었다.
1936년 스페인 내전이 발발했을 때 국제사회는 이를 파시즘의 자유민주주의에 대한 일격이 실패하여 발생한 것이라고 보아 공화파에 우호적이었지만, 불간섭조약이 제정되면서 공화파는 내전이 끝날 때까지 소련을 제외한 거의 모든 국가들에게 도움을 받지 못했다. 어쨌거나 이와는 별개로 7월 쿠데타 이후 스페인에서 내전이 발발하자 국제여단을 비롯한 의용군들이 스페인에 도착했고, 프랑스와 폴란드, 그리고 멕시코에서는 공화파에 군수물자들과 군사고문단을 보냈다. 여기서 소련은 BT-5, BT-7, T-26과 같은 전차들과 수백대의 항공기들을 비롯해 수많은 군수물자들을 지원 물자로 보냈다.

## 국제적 원조

### 소련

소련의 국기.

소련은 주로 공화파에 물질적인 지원을 했다. 소련은 공화파에 화포 1,555문, 전차 362대, 항공기 806대를 제공했는데, 불간섭조약으로 인해 다른 국가들이 공화파를 외면할 때 소련은 공화파에 무기들을 팔았다. 따라서 소련은 공화파의 주요 무기 공급처였다. 본디 이오시프 스탈린은 불간섭조약에 서명했었지만, 비밀스럽게 협정을 파기하기로 마음을 바꿨다.
소련은 공화파에 대한 군수물자 원조를 X 작전이라고 불렀는데, 스페인으로의 운송 도중 대부분의 물자들이 손실되기도 했다. 또한, 국민파의 수송선 나포를 막기 위해 가짜 화물들을 싣거나 국기를 바꾸거나 수송선의 도색 또한 변경해야만 했다. 여기서 공화파는 소련의 군수물자들을 구입하기 위해 1936년 기준 5억에 달하는 금을 사용해야만 했는데, 이는 이후 프랑코 정권에 의해 시시건건 비난받게 된다. 내전 초중기에는 이러한 지원이 계속되었지만, 1938년부터 공화파의 패색이 짙어지자 군대를 철수시키도 했다. 하지만 결론적으로 휴 토마스는 "만일 미국, 영국, 프랑스 등지에서 질좋은 무기들의 구입 및 운송이 가능했다면 공화파는 소련으로부터 벗어나려고 노력했을 것"이라며 논평하기도 했다.

### 프랑스

프랑스 공화국의 국기.

프랑스의 공화파에 대한 입장은 주저하며 양면적인 태도였다. 알베르 르브룀은 공화파에 대한 지원을 거부했지만 레옹 블룸의 인민전선 정부는 공화파에 우호적이었다. 블룸은 항공기 기체들을 포함한 군수물자들을 공화파에 원조하거나 아프리카군의 스페인 본토 상륙을 프랑스 해군을 동원하여 저지하는 것을 고려하기도 하였다.
블룸 내각은 기본적으로 국민파가 내전에서 승리할 경우 파시스트 국가의 탄생과 그로 인한 독일군과 이탈리아군의 발레아레스 제도에 대한 주둔이 이루어질 것일수도 있음을 우려했다. 그러나 프랑스 내 우익들은 이러한 블룸 내각의 행보를 반대했다. 게다가, 1936년 7월 27일에 영국은 프랑스와 함께 내전에 대한 입장을 논의하던 와중에 공화파를 지원하지 말라며 설득했고, 이에 결국 프랑스는 공화파에 대한 지원은 일절 없을 것이라 발표했다. 하지만 여전히 블룸은 "우리는 스페인의 합법 정부 (공화파)를 원조할 수 있었지만, 쿠데타 세력에게 무기를 보내려는 이들에게 핑곗거리를 주지 않기 위해"라고 말하며, 프랑스가 원할 경우 지원이 가능하다며 공화파를 두둔했다.
이에 독일은 베를린 주재 프랑스 대사에게 프랑스가 공화파를 지지한다면 프랑스 또한 '모스크바의 대의'에 동참한 것으로 판단하고 책임을 물을 것이라 압박했다. 결국 프랑스는 1936년 8월 21일에 프랑스와 영국, 그리고 이탈리아 대표단은 불간섭조약에 서명했다. 하지만 불간섭조약이 조인된 이후에도 1936년 8월 7일부터 12월까지 구식 항공기들을 공화파에 원조했는데, 무장이 제거되고 취약해 쓸모없던 이 기체들은 3개월 간 진행된 임무에서 살아남지 못했다. 어쨌거나 프랑스에서는 9월 8일까지 외국에서 구입한 항공기들은 자유롭게 프랑스 국경을 넘어 스페인에 갈 수 있었다.
1936년 12월에는 이러한 프랑스의 '미성숙'하고 '비효율적'인 원조가 모두 끝났지만, 아프베어는 국민파에 여전히 프랑스가 공화파를 원조한다며 말했다. 국민파가 프랑스에 관해 가장 두려워했던 것은 프랑스의 카탈루냐와 발레아레스 제도 및 스페인령 모로코의 점령을 통해 국민파의 승리에 대해 프랑스가 직접 개입하는 것이었다.
그러나 최종적으로 프랑스의 이러한 행보에도 불구하고, 스페인 내전이 끝나갈 무렵에 프랑스령 튀니지로 도망친 공화파 함대를 프랑스가 나포해 국민파에게 넘겼다. 결국 그 함대에 배속된 소수의 수병들을 제외한다면 수병과 장교들은 강제수용소에 압송되었다.이후 공화파가 내전에서 패배하자 프랑스로 도망친 공화국군의 잔당들은 프랑스 당국에게 체포되어 남프랑스의 강제수용소에 수감되었다. 그럼에도 공화국군의 일부 잔당들은 망명하거나 연합국에 가담해 제2차 세계대전이 발발하자 추축국과 맞서 싸웠으며, 독일의 포로수용소에 압송되기도 했다.

### 멕시코

멕시코 합중국의 국기.

라사로 카르데나스 대통령 치하의 멕시코는 공화파를 공개적으로 지지했다. 불간섭조약에 서명하는 것을 거부했으며, 카르데나스 대통령은 스페인 내전이 멕시코 혁명과 유사하다고 보았다. 특히 라틴아메리카의 주요 국가들, 즉 브라질, 아르헨티나, 칠레, 페루 등의 국가들은 공개적으로 국민파를 지지하였기에 멕시코의 지지는 공화파에 큰 위안을 주었다.
그러나 프랑스-스페인 간 국경이 폐쇄되고 독일과 이탈리아가 질좋은 물자들을 국민파에 제공했기에 이의 실질적 의미는 없었다. 멕시코는 2백만 달러의 원조를 제공했으며 멕시코 공군에서 운용되었던 일부 항공기들을 원조하기도 했으나 모든 기체들이 스페인에 도착하지는 못했다.

## 참여 집단

### 인민전선
인민전선에 합류했던 대부분의 세력들이 공화파의 편에서 싸웠다.

### 국민주의자
국민전선 (Nacionales)과 혼동될 여지가 있지만, 국민주의자들에서 국민주의는 Nacionalista로, 카탈루냐 국민주의자들과 바스크 국민주의자들과 같은 이들이었다.

### 바스크 계열
- 바스크 민족주의 계파
- 바스크 국민당
- 바스크 국민행동

### 카탈루냐 계열
- 카탈루냐 민족주의 계파
- 카탈루냐 공화좌파당
- 에스타트 카탈라

### 공화국 인민군

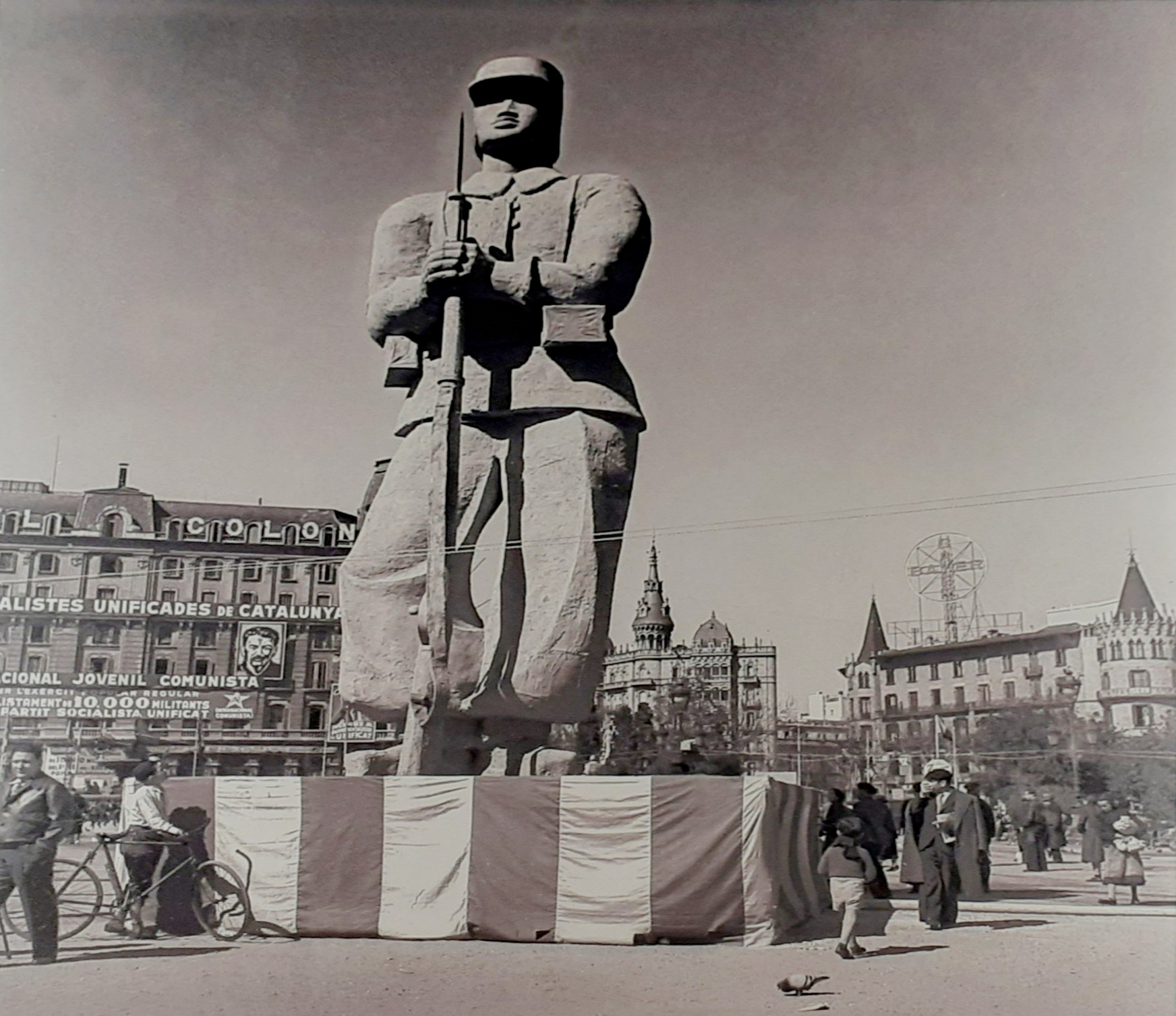
공화국 인민군에게 경의를 표하기 위해 1937년 3월 카탈루냐 광장에 세워진 조각품.

1936년 10월에 공화파는 내전으로 분열된 군대를 재편하려고 애썼다. 그 노력의 결과물로 공화국에 충성을 유지한 부대들과 일부 민병대들로 구성된 공화국 인민군 (Ejército Popular de la República , EPR)이 탄생하였다.

### 국제여단 및 기타 의용군들
스페인 내전 발발 이후 52개국에서 온 최소 40,000명의 사람들이 의용군으로서 공화파를 위해 싸웠다. 이들 중 32,000명은 코민테른과 긴밀히 협력해 국제여단에서 복무했다. 여기서 국제여단을 제외한 다른 곳들의 의용군으로서 싸운 8000명들 중 3,000명은 CNT와 POUM의 의용군으로서 싸웠는데, 조지 오웰이 POUM의 의용군으로서 싸웠다.

### 기타
- 스페인 공화국 해군
- 스페인 공화국 공군
- 카라비네로스 - 내전 발발 당시 카리비네로스의 대부분이 국민전선의 쿠데타를 거부하고 공화국에게 충성을 바쳤다.[16][17]
- 과르디아 시빌
- 과르디아 데 어설토
- 바스크군
- 바스크 보조해군
- 카탈루냐 인민군

## 같이 보기
- 스페인 제2공화국
- 프랑코 정권
- 국민파
- 스페인 내전
- 인민전선

## 주해
1. ↑  여기서 프랑스의 태도는 양면적이었다. 내전에 대한 개입이 또다른 대전쟁으로의 확산될 것을 우려해 프랑스는 개입에 주저해야만 했고, 결국엔 스페인 내전이 종전되어갈 무렵엔 국민파를 인정했다.
2. ↑  그러나 이러한 도움에도 불구하고 소련은 공화파의 내부 정치에까지 깊숙히 관여했는데, 반스탈린주의 공산주의자들을 숙청하려는 명령을 내리고 대표적인 반스탈린주의 정당이였던 POUM과 카탈루냐의 아나키스트들을 몰살했다.
3. ↑  소련은 BT-7과 같은 최신 물자들부터 구식 노후화 및 노획 장비와 물자들을 공화파에게 원조하기도 했다,
4. ↑  프랑스와 영국의 압박을 받아 참여했다.